# 35th Infantry Division (United States Army)
La 35th Infantry Division (35ª Divisione di fanteria) è una divisione di fanteria dell'Army National Guard degli Stati Uniti d'America che ha partecipato alla prima e seconda guerra mondiale.